# Errett Lobban Cord
Errett Lobban Cord (ur. 20 lipca 1894 w Warrensburg, zm. 2 stycznia 1974 w Reno) – amerykański przedsiębiorca, wynalazca, senator Nevady.

## Życiorys
Cord urodził się 20 lipca 1894 roku w Warrensburg. Jego ojciec prowadził sklep. W okresie młodości przeniósł się z rodziną do Joliet w Illinois, a następnie do Los Angeles. Pomimo dobrych wyników w nauce, porzucił szkołę w wieku 15 lat i podjął pracę sprzedawcy używanych samochodów. Gdy pojawiła się taka możliwość, podjął pracę mechanika w Los Angeles. Zajmował się także autorskimi przeróbkami Fordów Model T.
W listopadzie 1918 roku zostawił rodzinę, w tym żonę i dwóch synów, w Los Angeles i wyjechał podjąć pracę sprzedawcy w Chicago. Dość szybko stał się jednym z najskuteczniejszych sprzedawców, dorobił się także oszczędności.
Z produkcją samochodów związał się w 1924 roku, kiedy zakupił upadające Auburn Automobile Company z Auburn w Indianie. Dość szybko poprawił kondycję przedsiębiorstwa, zamiast pensji był opłacany udziałami w przedsiębiorstwie. W 1926 roku kupił upadłe przedsiębiorstwo Duesenberg z Indianapolis, a rok później firmę Lycoming. W 1929 roku wprowadził do produkcji model Cord L-29, będący pierwszym w USA samochodem przednionapędowym, oraz luksusowy Duesenberg J. Ten ostatni model charakteryzował się wyjątkowo dużą trwałością, do dziś zachowało się prawdopodobnie 75% wyprodukowanych egzemplarzy, a 55% jest zdatnych do użytku. W 1936 roku zaprezentował model Cord 810, pierwszy pojazd z chowanymi reflektorami przednimi. Do dziś zachowało się 66% ogółu produkcji tego modelu.
Pod koniec 1937 roku przedsiębiorstwo Corda upadło na skutek kryzysu, on sam sprzedał majątek upadłego przedsiębiorstwa i wyjechał do Nevady, gdzie zajął się mediami, nieruchomościami i polityką. W latach 50. XX wieku był senatorem Partii Demokratycznej w kongresie tego stanu. Po zakończeniu kariery politycznej prowadził życie na ranczu w Reno w Nevadzie, gdzie też zmarł w roku 1974.
Zmarł 2 stycznia 1974 roku w Reno i został pochowany na Inglewood Park Cemetery w Inglewood w hrabstwie Los Angeles.